# Klapa s Mora
«Klapa s Mora» (в переводе с хорв.  «клапа с моря») — хорватский музыкальный ансамбль, который представил свою страну на конкурсе песни «Евровидение 2013», с композицией «Mižerja», но остался за рамками финала.

## Название
Клапа — традиционный жанр хорватской музыки, акапельное пение.

## Состав группы
- Marko Škugor (первый тенор)
- Ante Galić (второй тенор)
- Nikša Antica (первый баритон)
- Leon Bataljaku (второй баритон)
- Ivica Vlaić (бас)
- Bojan Kavedžija (бас)